# Eselskrug

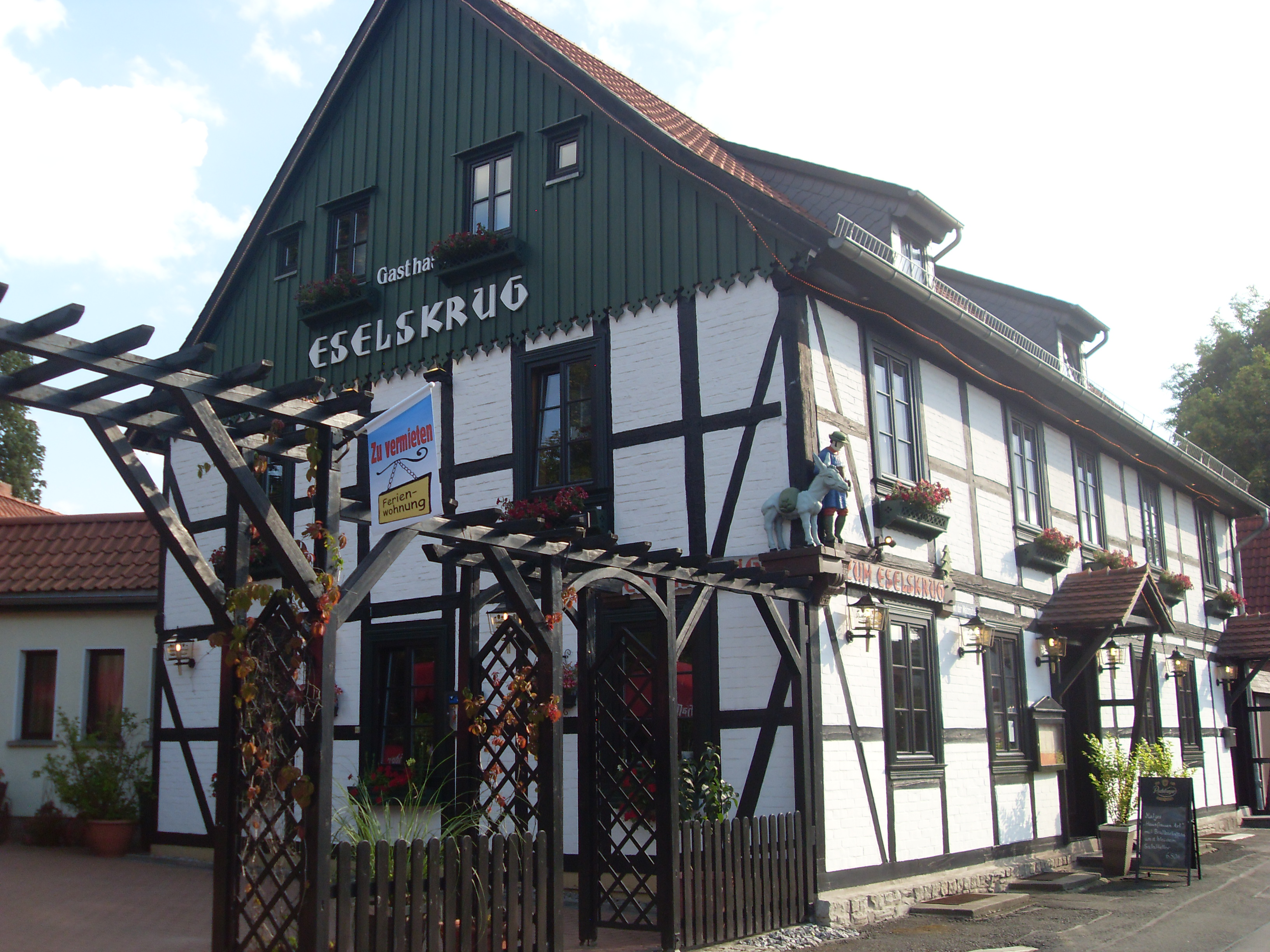
Gaststätte Eselskrug (2014)

Der Eselskrug in der Straße An der Malzmühle 1b ist ein Fachwerkhaus in der Stadt Wernigerode im Landkreis Harz in Sachsen-Anhalt. Es handelt sich um eine Gaststätte, die damit beworben wird, die älteste Gastwirtschaft der Stadt und aus einer Schmugglerkneipe hervorgegangen zu sein. Außer Acht gelassen wird jedoch, dass es mit dem Hotel „Weißer Hirsch“ und dem Hotel „Zur Tanne“ noch zwei wesentlich ältere Gaststätten in der Stadt Wernigerode gibt, die durchgängig als solche betrieben worden sind.

## Architektur und Geschichte
Das Gebäude befindet sich unweit der Hauptstraßenkreuzung am Westerntor und liegt bereits auf dem Territorium des bis 1907 selbstständigen Wernigeröder Stadtteils Hasserode. Vor dem Gebäude läuft die Harzquerbahn vorbei, die bis in die 1930er Jahre hier einen Haltepunkt betrieb.
Nach mehreren vergeblichen Versuchen erreichte Johann Friedrich Bollmann im Jahre 1811 bei den westfälischen Behörden, dass ihm die Konzession zum Betrieb einer Schank- und Gastwirtschaft in dem von ihm vor dem Westerntor, bereits auf dem Territorium von Hasserode-Friedrichsthal errichteten Haus erteilt wurde. Er nannte sie „Zu den drei Lilien“, die er bis zu seinem Tod im Alter von 75 Jahren am 22. Mai 1830 mit großem Erfolg als Ausflugslokal vor den Toren der Stadt Wernigerode betrieb. Da er keinen Sohn, sondern nur vier Töchter hatte, deren Ehemänner sich nicht für die Gastronomie interessierten, führte zunächst seine Witwe die Gastwirtschaft weiter. Als Lucie Elisabeth Bollmann 77 Jahre alt wurde, sah sie sich angesichts ihres hohen Alters nicht mehr in der Lage, die Gaststätte weiterhin zur vollen Zufriedenheit ihrer Gäste zu leiten. In Ernst Krebs aus Osterwieck fand sie einen Pächter, der ab dem 29. September 1833 die Leitung übernahm. Doch das Entsetzen war groß, als der Regierungs- und Polizeirat Wilhelm Stiehler den Weiterbetrieb der „Drei Lilien“ verbot. Es bedurfte erst langwieriger Auseinandersetzungen, bis die Gaststätte im Jahre 1938 unter dem noch heute gebräuchlichen neuen Namen Eselskrug wiedereröffnet werden durfte.
Als zeitgenössische Quelle liegt ein Schreiben der Witwe des Besitzers aus dem Jahre 1834 vor. Darin heißt es u. a.:

„Mein verstorbener Ehemann, der Gastwirth Bollmann, erbauete größtentheils mit eigenen Händen vor dem Westernthore ein Gasthaus, in welchem er auch bis zu seinem im Jahre 1830 erfolgten Tode die Gastwirtschaft trieb und seine Familie dadurch anständig versorgte. Das ganze Vermögen deßelben bestand in dem oberwähnten Gasthause und als derselbe starb, setzte er mir durch letztwillige Verfügung den Nießbrauch dieses Gasthauses aus. Ich bin 77 Jahre alt und nicht gut im Stande, noch einer Gastwirthschaft vorzustehen; es blieb mir daher nur der Ausweg, um mir meinen Lebensunterhalt zu verschafen, die Gastwirthschaft an einen rechten Mann zu verpachten und glaube ich solchen in dem Ernst Krebs aus Osterwieck gefunden zu haben. Ich schloß daher mit demselben unterm 25. Juli v. J. den […] Pachtcontract ab, nach welchem derselbe Michaelis 1833 die Pacht antrat. […] Zu meinem großen Schrecken ist nun durch die […] Verfügung des Herrn Regierungs- und Polizeirath Stiehler meinem Pächter Krebs der Betrieb der Schank- und Gastwirtschaft untersagt […] worden.“

Der Bildhauer Otto Welte fertigte die an der Gebäudeecke befindliche Holzfigur des Eselstreibers.
1949 wurde die Gaststätte wieder eröffnet, nachdem sie während des Zweiten Weltkrieges geschlossen worden war. 1955 übernahm die HO den Betrieb. Nachdem die Tankstelle neben dem Gasthaus 1967 abgerissen wurde, konnte eine Terrasse an dieser Stelle errichtet werden. 1974 führten bauliche Mängel zu einer Schließung des Hauses, die bis 1984 andauerte. In den letzten vier Jahren bis zu Neueröffnung war das Haus saniert worden und wird seit 1991 privatwirtschaftlich betrieben.